# 44011 Juubichi
44011 Juubichi è un asteroide della fascia principale. Scoperto nel 1997, presenta un'orbita caratterizzata da un semiasse maggiore pari a 3,0581596 au e da un'eccentricità di 0,0741005, inclinata di 8,64638° rispetto all'eclittica.
L'asteroide è dedicato all'omonimo monte giapponese nei pressi di Nan'yō.